# たかはしごう
たかはし ごう（本名：高橋 剛、1970年7月13日 - ）は、東京都出身の日本の作曲家・編曲家・ヴァイオリニスト・インストラクター。

## 人物
妻は元ribbonの松野有里巳、4人兄弟姉妹の末っ子で姉は歌手の高橋洋子、洋子の上にボイストレーナーの姉、長兄がいる。洋子の曲にバックコーラスとして参加している。
きょうだいいずれも楽器をこなす音楽一家。本人も5歳の時からヴァイオリンを習っている。ヴァイオリニストとして辻久子を尊敬していると話していた。一方で卓球やサッカーの好きなスポーツ少年でもあった。MEN'S NON-NOの専属モデルをしていた。中学2年生の時にレコード・デビュー。テレビドラマデビューはTBSの『東中学3年5組』、生徒の「原田守」役。
1989年にバンド『バナナギャングス』を結成、ボーカル担当。1992年にメジャー・デビュー。3枚のアルバムリリース後、1995年に解散。
近年は林原めぐみや保志総一朗、TAMAGOに楽曲提供。特に林原には「Over Soul」以降、シングル向けに多くの楽曲の作曲を担当している。
まれに『林原めぐみのHeartful Station』や『林原めぐみのTokyo Boogie Night』にゲスト出演することがあり、その時にはサンリオ社員の斉藤雄樹と揃ってゲスト出演することが多い。林原が声を担当するハローキティのボーイフレンド、ディアダニエルの声をたかはしが担当しているためと思われる。
作曲家活動がメインになってからは、本人の素顔がブログ以外では公開されない期間があり、林原ととみにリリースしたCD『CARNIVAL・BABEL・REVIVAL』のジャケット写真では後ろ姿のみ写っている。
現在、フィットネスクラブ「ティップネス」にてエアロビクスダンス等のインストラクターを務める（新宿店・中野店・三軒茶屋店にて）。

## ディスコグラフィー

### シングル
1. ABC-Dヨロシク（1984年）- テレビ東京『おはようスタジオ』挿入歌。b/w「コアラのサンバ」（志賀正浩）
2. Fighting chance/きみのために愛を（2001年5月3日） - アニメ『破邪巨星Gダンガイオー』オープニングテーマ。「たかはしごう,山形カスミ」名義
3. CARNIVAL・BABEL・REVIVAL（2003年9月26日） - 「林原めぐみ＆たかはしごう」名義

### アルバム
1. CRUSH FEVER（2004年） - エアロビクス用オリジナル・アルバム

### キャラクターソング歌唱
- SHOW BY ROCK!!（2015年 - 2022年、バイレッド 役）
  - 「バイガンバーV」
  - 「Sunset」
  - 「Get a Chance」
  - 「Stand Up! バイガンバー!」
  - 「ヒーローライン」
  - 「俺たちのヒーロータイム」
  - 「HEROSTARを探しにいこう」
  - 「Eternal Unity -明日へのメロディ-」
  - 「出撃! キングバイガンバーV!」

## 作曲・編曲
注釈無しは作曲・編曲
- 林原めぐみ
シングル「Over Soul」より、「Over Soul」「trust you」
シングル「feel well」より、「feel well」
シングル「Northern lights」より、「Northern lights」「おもかげ」
シングル「KOIBUMI」より、「KOIBUMI」「朝未き・夜渡り」「faint love」
シングル「Meet again」より、「Meet again」
シングル「A Happy Life」より、「A Happy Life」「Lucky&Happy」
シングル「Plenty of grit」より「Revolution」
シングル「集結の園へ」より、「集結の園へ」「集結の園へ〜AYANAMI ver.〜」
シングル「サンハーラ 〜聖なる力〜」より、「サンハーラ 〜聖なる力〜」「もう一人の私」
アルバム『feel well』より、「trust you[2002 New Arrange Version]」
アルバム『center color』より、「KOIBUMI<remix version>」「Northern lights<ballade version>」
アルバム『Plain』より、「Forty」（編曲・補作曲）、「www.co.jp」「BLトライアングル」
アルバム『林原めぐみ たのしいどうよう』より、「てあそびメドレー」「おおきなずっころばし」「たこやきのうた」「ドーナツのうた」（編曲）
アルバム『CHOICE』より、「キャリアGirl NOT Woman」「青写真」「www.co.jp〜Ballade Version〜」「JUST BEGUN」
アルバム『VINTAGE White』より、「Re.Starting again」（編曲）「Heart bridge」
アルバム『Fifty〜Fifty』より、「集結の園へ 〜セカンドインパクト〜」「もう一人の私 MEGU Version」「Fifty」
アルバム『スレイヤーズMEGUMIXXX』より、「two thumbs up!」（編曲）
- 林原めぐみ・保志総一朗
「Heartful Station」「tuning love」
- 林原めぐみ・たかはしごう
「CARNIVAL・BABEL・REVIVAL〜カルナバル・バベル・リバイバル〜」（編曲）
- 保志総一朗
「Shining Tears」
「Starting again」（編曲）
「One Song」
- 高橋洋子
「SLEEPING FOREST」（編曲）
- TAMAGO
「honey sugar boy」
- 小清水亜美・生天目仁美・堀江由衣・清水香里
「School Rumble 4 Ever」
- 森久保祥太郎
「Deep in the Darkest Blue」
- 椎名へきる
「ラブリ♡タイム」（作曲）
- 堀江由衣
「インモラリスト」（編曲）
- 岩永哲哉
「君の愛が聴こえる」（作曲）
- 長沢美樹
「芥子の花」
- 水野愛日
「日曜日はダメダメよ」
- 真殿光昭
「commitment」（作曲）
- ホシノルリ
「Tenderness」
- バス★ロビ
「It's a piece of cake!」
「僕は星」（編曲）
- たかはしごう・バス★ロビ
「ロマンティックワールド」

その他、サンリオ作品への楽曲提供多数

## レコーディング参加

### コーラス参加
- 水樹奈々
「SUPER GENERATION」
- NEWS
「NEWSニッポン」
「紅く燃ゆる太陽」
- 松澤由美
「ROSE BUD」
- 高橋洋子
「幻の春 〜野薔薇〜」
「$1,000,000の恋」
「残酷な天使のテーゼ」
「幸せは罪の匂い」
「無限抱擁」
「Ooo baby baby」
「魂のルフラン」
「心よ原始に戻れ」
「FLY ME TO THE MOON (Touched by the Muse Mix)」
「Forbidden Gene」
「コスモスに君と」
「碧い水の誘い」
「L'étoile du soir」
「夜明け生まれ来る少女」
「恋のライセンス」
「TRAIN」
「My hope, Your hope」
「蒼き炎」
「残酷な天使のテーゼ 2009VERSION」
「慟哭へのモノローグ」
「真実の黙示録」
「罪と罰 祈らざる者よ」

### 楽器参加
- 高橋洋子
「予感」（バイオリン）

## 声優
- ディアダニエル - ダニエル・スターの声
- SHOW BY ROCK!! - バイレッドの声

## 出演

### テレビアニメ
1999年
- キティズパラダイス（ダニエル・スター）

2000年
- キティズパラダイスGOLD（ダニエル・スター）

2002年
- キティズパラダイスFresh（ダニエル・スター）

2005年
- キティズパラダイスPLUS（ダニエル・スター）

2008年
- キティズパラダイスPeace（ダニエル・スター）

### テレビ
- おはようスタジオ （テレビ東京）
- 東中学3年5組 （TBS）- 原田守 役
- A応Pのあにむす!! （テレビ東京）
- 爆報!THEフライデー （TBS）
- クイズ!脳ベルSHOW （BSフジ）

### ミュージックビデオ
- AMAZONS「もっとハートで愛しなさい」（吉川智子の相手役として出演）